# Pterogorgia bipinnata
Pterogorgia bipinnata är en korallart som beskrevs av Addison Emery Verrill 1864. Pterogorgia bipinnata ingår i släktet Pterogorgia och familjen Gorgoniidae. Inga underarter finns listade i Catalogue of Life.